# Exocentrus albostictipennis
Exocentrus albostictipennis är en skalbaggsart som beskrevs av Stefan von Breuning 1958. Exocentrus albostictipennis ingår i släktet Exocentrus och familjen långhorningar. Inga underarter finns listade i Catalogue of Life.